# Thomas J. Bergersen
Thomas Jacob Bergersen (nacido el 4 de julio de 1980) es un compositor autodidacta noruego y cofundador de la compañía de producción musical de avances cinematográficos llamada Two Steps From Hell.
Comenzó su carrera musical creando música dentro de la Demoscene bajo el nombre Lioz para el grupo Index.
En mayo de 2010, él y su socio, Nick Phoenix, lanzaron un álbum llamado Invincible, con algunos de sus temas más populares, como "Freedom Fighters", "Moving Mountains", "Heart of Courage", etc.  En 2010 compuso también la música original de la película "The Human Experience". El CD de la banda sonora fue lanzado el 29 de marzo de 2011.
En 2011, una banda sonora producida en solitario por Thomas Bergersen fue lanzada bajo el nombre de "Illusions". Su siguiente álbum fue "Sun", y se lanzó en 2014.

## Discografía

### En solitario
```
• Illusions (2011)
• Sun (2013)
• American Dream (2018)
• Seven (2019)
• Humanity (2020)
```

### Two Steps From Hell

#### Álbumes de demostración
- Volume 1 (2006) [Primer álbum]
- Shadows and Nightmares (2006) [Principalmente en el Género de Horror]
- Dynasty (2007) [Álbum de género Épico]
- All Drums Go to Hell (2007)  [Principalmente se utilizaron instrumentos de percusión]
- Pathogen (2007)  [Álbum experimental compuesto en gran parte por Nick Phoenix]
- Nemesis (2007)[Álbum de género Épico en su mayoría compuesto por Thomas Bergersen]
- Dreams & Imaginations (2008) [Album New Age con 90 canciones, en su mayoría de Thomas Bergersen]
- Legend (2008) [Álbum del género Épico]
- Ashes (2008) [Género Terror]
- The Devil Wears Nada (2009) [Principalmente humorístico]
- Power of Darkness (2010)  [Álbum con temas épicos]
- All Drones Go to Hell (2010)[4] [Utiliza muchos instrumentos ' Drone ']
- Illumina (2010)[4]  [Álbum 'New-Age']
- Balls to the Wall (2011) [Álbum de percusión, similar a All Drums Go To Hell]
- Nero (2011) [Álbum del género Épico]
- Sinners (2011) [Album Short Electro-Metal, que no fue compuesto por Thomas Bergersen ni Nick Phoenix, pero que está bajo la diiscográfica Two Steps From Hell]
- Two Steps from Heaven (2012) [Proyecto de Thomas Bergersen, 'Inspiring']

#### Álbumes públicos
- Invincible (2010) [Recopilación de algunos de los temas más populares de Two Steps From Hell]
- Archangel  (2011) [Recopilación de varios de los temas más populares Two Steps From Hell]
- Demon's Dance (2012) [Recopilación de temas inéditos para el público, disponible sólo en la aplicación para iOS y Android de Two Steps From Hell]
- Halloween (2012) [Recopilación de las pistas de terror conocidos de varios demos, con varias pistas de otros géneros incluidos]
- Skyworld (2012) [Primer álbum público compuesto casi en su totalidad de música nueva]
- Sun (2013) [Álbum de Thomas Bergersen] [Un segundo álbum como Illusions]
- Battlecry (2015)